# Randia boliviana
Randia boliviana là một loài thực vật có hoa trong họ Thiến thảo. Loài này được Rusby miêu tả khoa học đầu tiên năm 1907.